# Anteciperat dröjsmål
Anteciperat dröjsmål är ett juridiskt begrepp som innebär att ett dröjsmål inte har inträffat men det förväntas inträffa. Till exempel att en säljare inte kommer att leverera i tid eller att en köpare inte kommer att kunna betala i tid.